# Raffaele Di Fusco
Raffaele Di Fusco (* 6. Oktober 1961 in Riardo (CE), Italien) ist ein ehemaliger italienischer Fußballspieler und -trainer.

## Biografie

### Spielerkarriere
Nachdem er seine komplette Jugendzeit beim SSC Neapel verbracht hatte, wurde er an Vicenza Calcio ausgeliehen und gehörte dort dem Profikader an. In seiner ersten Saison dort stieg das Team in die Serie C ab und dort spielte er dann zwei Jahre, ehe er nach Neapel zurückkehrte. Dort blieb er bis zum Ende seiner aktiven Karriere 1998, abgesehen von zwei Spielzeiten, wo er den Verein wechselte, jedoch nach jeweils nur einer Spielzeit wiederkehrte. In Neapel erlebte er die glorreichen 1980er mit, als der Verein in der Saison 1986/87 das Double holte und 1989 den UEFA-Pokal gewann. In dieser Saison wurde er in der Serie A merkwürdigerweise von Trainer Ottavio Bianchi im Spiel gegen Ascoli Calcio als Stürmer, für den verletzten Careca, eingewechselt. 1990 gewann er mit dem Verein die zweite Meisterschaft in der Serie. 1998 beendete nach dem Abstieg des Vereins in die Serie B seine Karriere.

### Trainerkarriere
Nach seiner Karriere ist er Trainer geworden. Er begann in der Jugend des SSC Neapel, der er selbst entstammt. Danach wurde er Torwarttrainer der Profimannschaft. 2001 nahm er seinen ersten Trainerposten an und wechselte nach einer Saison den Verein. Mit SS Cavese gelang ihm sogar der Aufstieg in die Serie C2, dennoch verließ er den Verein nach einer Saison und arbeitet seitdem wieder als Torwarttrainer. Diesen Posten hat er derzeit beim FC Turin in der Serie B inne.

## Erfolge
- Italienische Meisterschaft: 1986/87, 1989/90 (mit Neapel)
- Coppa Italia: 1986/87 (mit Neapel), 1992/93 (mit Turin)
- UEFA-Pokal: 1988/89 (mit Neapel)